# Кленовица (село)
 Кленовица  — село в Орловском районе Кировской области. Входит в состав Орловского сельского поселения.

## География
Расположено на расстоянии примерно 27 км по прямой на северо-запад от райцентра города Орлова в 1 км на северо-восток от деревни Солоницыны.

## История
Известно с 1833 по году постройки Крестовоздвиженской церкви. В 1873 году (село Кленовицкое) учтено дворов 9 и жителей 31, в 1905 (Кленовицы) 6 и 20, в 1926 (уже Кленовица) 20 и 38, в 1950 31 и 66, в 1989 24 жителя. С 2006 по 2011 год входило в состав Шадричевского сельского поселения.

## Население
Постоянное население составляло 19 человек (русские 95%) в 2002 году, 16 в 2010.